# Sągniew z Konarów
 Sągniew z Konarów  herbu Ostoja – dziedzic Konarów.

## Życiorys
Sągniew z Konarów był prawdopodobnie synem Wincentego z Koszyc i ojcem (lub bratem) Zbigniewa z Konarów oraz Dobiesława z Konarów i Koszyc, stolnika krakowskiego i podsędka ziemskiego krakowskiego. W dniu 1 sierpnia 1376 roku Pełka, sędzia ziemi sandomierskiej potwierdził, że Wrocław z Wysok wraz z synami sprzedali udział Sągniewowi, dziedzicowi z Konarów. Sągniew był świadkiem sprzedaży części wsi Krobielice przez dziedziców Pstronnej opatowi i konwentowi koprzywnickiemu. Sągniew był także świadkiem sprzedaży wsi Jeżowa przez Wyszkę i Wojsława prepozytowi i konwentowi klasztornemu w Trzemeśnie w roku 1386.